# Melicoccus
Genre
Classification APG III (2009)
Melicoccus est un genre de plantes de la famille des Sapindaceae.
En Martinique, cette plante est plus connue sous le nom de quenettier. Les fruits, appelés quénettes, sont couramment consommés.

## Liste des espèces
Selon [réf. nécessaire] :
- Melicoccus bijugatus Jacq. – Mamoncillo. Colombia, Venezuela.
- Melicoccus lepidopetalus Radlk. – Motoyoé ou Yva Povo. Bolivia, Paraguay

Selon NCBI (14 août 2010) :
- Melicoccus bijugatus
- Melicoccus lepidopetalus
- Melicoccus pedicellaris